# Хасле-бай-Бургдорф
Хасле-бай-Бургдорф (нем. Hasle bei Burgdorf) — коммуна в Швейцарии, в кантоне Берн.
Входит в состав округа Бургдорф. Население составляет 2993 человека (на 31 декабря 2006 года). Официальный код — 0406.